# 中央空中交通管理委员会
中央空中交通管理委员会，简称中央空管委，是中国共产党中央委员会的议事协调机构，是中华人民共和国全国空域管制的最高机构。

## 沿革
1950年11月1日，毛泽东签发了中华人民共和国第一个飞行基本规则——《中华人民共和国飞行基本规则》，这是规范中华人民共和国空中交通活动的基本法规。1957年10月5日，周恩来总理在民航局关于中缅航线通航情况报告上批示：“保证安全第一，改善服务工作，争取飞行正常。”这成为中华人民共和国空管工作的指导方针。1973年底，周恩来总理批准引进中华人民共和国第一套自动化空管系统。
1986年1月30日，中央军委主席邓小平批准成立国务院、中央军事委员会空中交通管制委员会，由一名国务院副总理兼任国家空管委主任，負責空中交通管制工作。1986年2月24日，民航总局转发《国务院、中央军委关于改革国内空中交通管制体制逐步实现空中交通管制现代化的通知》。1986年8月20日，国务院办公厅、中央军委办公厅联合发出《国务院办公厅、中央军委办公厅关于空中交通管制委员会组成人员的通知》（国办发〔1986〕63号）。国家空管委的实际工作由中国人民解放军总参谋部负责。国家空中交通管制委员会办公室设在中国人民解放军总参谋部作战部。2016年深化国防和军队改革中，中国人民解放军总参谋部撤销，国家空中交通管制委员会办公室改设在中央军委联合参谋部作战局。
1994年10月1日江泽民题词：“保证飞行安全，提高服务质量，为我国改革开放和经济建设服务。”
2003年9月，国务院中央军委空中交通管制委员会对空管工作提出了新要求，為了适应经济發展和国防安全要求的空管体制，进一步开发利用空域资源，满足经济建设、国防建设和社会发展的需求。
2005年4月，公安部加入国家空管委，继军航、民航、航空制造业、航空体育之后成为中国第五家加入国家空管委的成员单位。
2020年10月，国家空管委重组为中央空管委。2021年3月，新的中央空中交通管理委员会正式亮相。

## 组成人员
| 1986年8月20日《国务院办公厅、中央军委办公厅关于空中交通管制委员会组成人员的通知》（国办发〔1986〕63号）确定的组成人员是： 主任 - 李鹏（国务院副总理） 副主任 - 徐惠滋（副总参谋长） - 林宗棠（国家经委副主任） 成员 - 王书明（国务院副秘书长） - 李永泰（空军副司令员） - 李景（海军副司令员） - 隗福临（总参谋部作战部部长） - 阎志祥（民航局副局长） - 王昂（航空工业部副部长） - 张学东（电子工业部副部长） - 朱高峰（邮电部副部长） - 徐寅生（国家体委副主任） - 骆继宾（国家气象局副局长） 秘书长 - 郭允中（国家空中交通管制局局长） | 1993年调整后的组成人员是： 主任 - 邹家华（国务院副总理） 副主任 （不详） 成员 （不详） |

| 1998年《国务院、中央军委关于调整国务院、中央军委空中交通管制委员会组成单位和人员的通知》（国发〔1998〕30号）调整后的组成人员是： 主任 - 吴邦国（国务院副总理） 副主任 （不详） 成员 （不详） | 2003年调整后的组成人员是： 主任 - 黄菊（国务院副总理） 副主任 （不详） 成员 （不详） |

| 2008年调整后的组成人员是： 主任 - 张德江（国务院副总理） 副主任 - 张少春（财政部副部长） …… 成员 （不详） 2009年调整的副主任是： - 国务院副秘书长肖亚庆接任副主任 - 国家发展改革委副主任徐宪平接任副主任 | 2013年调整后的组成人员是： 主任 - 马凯（国务院副总理） 副主任 - 肖亚庆（国务院副秘书长） - 徐宪平（国家发展改革委副主任） - 戚建国（副总参谋长，2016年改为军委联合参谋部副参谋长） - 刘昆（财政部副部长） …… 成员 （不详） 2014年调整的副主任是： - 国家发展改革委副主任胡祖才接替徐宪平 2016年调整的副主任是： - 国务院副秘书长？接替肖亚庆 - 财政部副部长？接替刘昆 |

| 2021年重组后的组成人员是： 主任 - 韩正（中央政治局常委、国务院副总理） 成员 - 金壮龙（中央军民融合办常务副主任） - 蔡剑江（中央空管办负责人） - 丁学东（国务院常务副秘书长） - 冯正霖（交通运输部副部长、中国民航局局长） …… |

## 办事机构
原国务院、中央军委空中交通管制委员会的实际工作由中央军委联合参谋部承担。国务院、中央军委空中交通管制委员会办公室设在中央军委联合参谋部作战局。中央空管委成立后，单设办公室。

## 空管制度
根据《中华人民共和国飞行基本规则》，国家空管委協調中国大陸飞行管制工作，大陸境内的飞行管制由解放军空军实施。
民航班机日常运行过程中改航、绕航均须得到空军管制部门同意。
军民航协调机制是国家空管委組織下由国务院各部委及解放军各军兵种组成。
预战术层面是地区空管协调委领导下由地区军民航各单位组成，办公室设在军区空军航行处；战术层面由军民航相对应的管制运行单位组成。

### 审批权限
- 航路航线开通或者调整由中国民航局按照职责报总参或者空军审批，
- 空中禁区、危险区、限制区由空军报总参审批，
- 各类军事训练空域由空军或者军区空军审批。

## 空域概况
- 中国大陆的領空划分为11个飞行情报区，总面积约1081万平方公里[17]。
- 目前中国大陸划设19个高空管制区，28个中低空管制区，25个进近管制区，1个终端管制区[18]。
- 航路航线总距离约16.4万公里，其中，国际航路航线约占46.2%，临时航线约占16.2%[19]。
- 解放軍划设了2个空中禁区、66个空中危险区、199个空中限制区，以及若干个军事训练空域。部分训练空域在航线上方或下方，通过建立高度差的办法避免军民航飞行冲突[20]。
- 据中国民航局局长李家祥介绍，留给民航使用的只有大约20%的空域，其他為軍機使用[21]。而美國有90%的空域給民航機使用。